# Tortang talong
El tortang talong ('tortilla de berenjena') es una tortilla de huevo (omelette) o fritura típica de la cocina filipina, hecha al freír berenjenas enteras a la parrilla sumergidas en huevo batido. Es una comida popular para el desayuno y el almuerzo en Filipinas. Una variante común del tortang talong es el rellenong talong, que se rellena con carne, mariscos y/o verduras.

## Etimología
El nombre tortang talong significa literalmente 'omelette de berenjena'; de una forma sufijada de torta ('tortilla' o 'pastel plano') y talong (berenjena). El nombre a veces se abrevia como tortalong.

## Descripción
La receta básica de tortang talong implica primero asar la berenjena entera hasta que la carne esté suave y la piel se queme y se vuelva casi negra. Esto se puede hacer en una parrilla de carbón, una bandeja para hornear o sobre una llama directa mientras se envuelve en papel de aluminio (como en una estufa de gas). El asado le da a la berenjena un característico sabor ahumado. Luego se quita la piel carbonizada, aunque se conserva el tallo. La carne de la berenjena machaca con tenedor y se sumerge en una mezcla de huevo batido sazonada con sal y especias al gusto. Luego, la berenjena se fríe hasta que el exterior esté dorado y crujiente, mientras que el centro permanece suave y cremoso.
Las variedades más comunes de berenjenas en Filipinas son las largas y delgadas de color púrpura. Cuando se usan variedades de berenjena más grandes y redondas, es posible que sea necesario cortar la berenjena por la mitad o en cuartos (con el tallo aún unido) para una cocción más uniforme.
El tortang talong se come más comúnmente para el desayuno o el almuerzo. Se sirve sobre arroz blanco, a veces acompañado de una salsa para mojar (como salsa de soya, vinagre, kétchup de banana, etc.) o condimentos adicionales (como pimienta negra, calamansi o chiles). También se puede servir como guarnición de platos de carne.

## Variantes
Una variante notable de tortang talong es rellenong talong (también deletreado Ryenong talong; del español «relleno»), comúnmente anglicanizado como stuffed eggplant omelette. Esta versión se cocina de la misma manera que la versión normal, excepto que la tortilla también incluye varios rellenos de carne precocinada (como carne molida de res, cerdo o longganisa), mariscos y/o verduras.
En algunas versiones, la berenjena no se asa a la parrilla, sino que se hierve, dando como resultado una versión más suave que carece del característico sabor ahumado del plato original. Las variantes de restaurantes no tradicionales también pueden quitar el tallo y hacer puré la berenjena antes de mezclarla con la tortilla.
Tanto el tortang talong como el rellenong talong relleno de verduras son recetas vegetarianas. Se puede preparar una versión vegana usando calabaza, harina y tofu como sustituto del huevo.